# Honda Center
Honda Center je víceúčelová hala, která stojí v Anaheimu v státě Kalifornii v USA. Otevření stadionu proběhlo koncertem Barryho Manilowa v roce 1993.
Společnost Arrowhead Water zaplatila v říjnu 1993 za práva na pojmenování haly 15 milionů dolarů během desetiletého období. V říjnu 2006 zaplatila Honda 60 milionů dolarů za práva na pojmenování po dobu 15 let a roku 2021 byla smlouva prodloužena na dalších deset let.
Stadion hostil řadu významných akcí, dvakrát zde proběhlo finále Stanley Cupu v letech 2003 a 2007. 
Vlastníkem společnosti, která provozuje arénu, je miliardář Henry Samueli, spoluvlastník Broadcomu. Největší hokejovou návštěvnost měl zápas proti Blackwhawks, 20. března 2013. Stadion je druhým nejnavštěvovanějším na Západním pobřeží USA, hned po Crypto.com aréně, bývalé Staples Center. .  V roce 2005 se zde konalo mistrovství světa v badmintonu. 
Aréna bude místem volejbalového turnaje Letních olympoijských her v roce 2028.